# Бакинское градоначальство
Бакинское градонача́льство — административно-территориальная единица на территории Азербайджана, существовавшая в 1906—1917 годах.

## История
Создано 28 октября 1906 года на части территории Бакинской губернии на основании «Временного положения о Бакинском градоначальстве» с целью «ограждения порядка и общественной безопасности в городе Баку и прилегающем к нему промысловом и заводско-фабричном районе». 23 февраля 1912 года был принят закон «Об учреждении Бакинского градоначальства».
В состав градоначальства вошли город Баку с прилегающим к нему нефтепромышленным и фабрично-заводским районом и часть Бакинского уезда, заключающая Апшеронский полуостров с островами Нарген, Святой и другими.
На градоначальника возлагалось особое попечение об охране Бакинских нефтяных промыслов и заводов и о поддержании на них порядка и безопасности, а также предотвращении и устранении всех могущих возникнуть препятствий к правильному ходу промысловых и заводских работ.

## Список градоначальников
| № | ФИО                                                                                      | Период                                                         |
| - | ---------------------------------------------------------------------------------------- | -------------------------------------------------------------- |
| 1 | Каневский, Михаил Евгеньевич (исполняющий должность, генерал-майор)                      | 24 декабря 1906 — 1907                                         |
| 2 | Фольбаум М. А. (исполняющий должность, генерал-майор, 1866—1916)                         | 20 февраля 1908 — 22 ноября 1908 (или январь 1909)             |
| 3 | Шубинский, Пётр Петрович (исполняющий должность, полковник, 1855—1914)                   | 1908 (или 1909) — 22 января 1909                               |
| 4 | Мартынов, Пётр Иванович (подполковник, с 10 апреля 1911 полковник, 1867—после июля 1916) | 22 января 1909 — 19 декабря 1915 (фактически до 18 марта 1916) |
| 5 | Ковалёв, Георгий Самойлович (исполняющий должность, статский советник                    | 1916 — 8 марта 1917                                            |
| 6 | Илюшкин, Пётр Фёдорович (временный градоначальник)                                       | 8 марта 1917 — не позднее декабря 1917                         |

Также градоначальником именовался полицмейстер Баку в период Азербайджанской Демократической Республики:
- Гуда Гудиев (29 апреля 1919 — май 1920) (Ротмистр русской службы, 1880—1920. Арестован 28 июня 1920 г. Расстрелян)[6][7].